# Baltic Cup 1958
Der Baltic Cup 1958 war die 18. Austragung des Turniers der Baltischen Länder, dem Baltic Cup. Das Turnier für Fußballnationalteams fand zwischen dem 11. und 13. Juli 1958 in Litauen statt. Ausgetragen wurden die Spiele in Kaunas. Die Lettische Fußballnationalmannschaft gewann ihren 9. Titel.

## Gesamtübersicht
Tabelle nach Zwei-Punkte-Regel.
| Pl. | Verein         | Sp. | S | U | N | Tore    | Diff. | Punkte |
| --- | -------------- | --- | - | - | - | ------- | ----- | ------ |
| 1.  | Lettische SSR  | 2   | 2 | 0 | 0 | 008:000 | +8    | 04     |
| 2.  | Litauische SSR | 2   | 0 | 1 | 1 | 001:300 | −2    | 01     |
| 3.  | Estnische SSR  | 2   | 0 | 1 | 1 | 001:700 | −6    | 01     |

|                         |   |               |     |
| 11. Juli 1958 in Kaunas |   |               |     |
| Litauische SSR          | – | Estnische SSR | 1:1 |
| 12. Juli 1958 in Kaunas |   |               |     |
| Lettische SSR           | – | Estnische SSR | 6:0 |
| 13. Juli 1958 in Kaunas |   |               |     |
| Litauische SSR          | – | Lettische SSR | 0:2 |